# 머리 (중세 스코틀랜드)
머리(영어: Moray, 중세 아일랜드어: Muireb 미러브, 라틴어: Moravia 모라비아[*], 스코틀랜드 게일어: Moireabh)는 중세 성기 스코틀랜드의 귀족 영지 중 하나이며 그 지배자를 머리 백작(Mormaer of Moray)이라 한다. Mormaer는 원래 잉글랜드의 백작(earl)에 상응하지만 머리 백작은 권세가 대단하여 중앙의 스코틀랜드 국왕과 권력을 다투었다. 머리는 원래 알핀 가가 건국한 알바 왕국(= 스코틀랜드)과는 독립적인 국가로 존재했었고, 스코틀랜드에 종속된 뒤로도 반독립적으로 할거했다.
1034년 스코틀랜드의 왕가인 알핀 가가 단절되자 머리 백작가는 알핀 가의 방계로서 또다른 방계인 둔켈드 가와 왕위계승을 놓고 항쟁했다. 그 결과 일시적으로 왕위를 차지하기도 했으며, 셰익스피어 희곡으로 유명한 맥베스가 머리 가 출신의 왕이다. 1130년 둔켈드 가의 스코틀랜드 국왕 데이비드 1세가 머리 백작 옹구스를 토벌하면서 머리 백국을 멸망시켰다.
스코틀랜드 독립 전쟁 이후인 1312년 머리 백작 작위가 만들어졌지만 혈통상 중세 초기의 머리 백작과는 무관하다.
한편 중세 머리 백국은 현대 스코틀랜드의 머리와 이름은 같지만 영토는 동일하지 않다. 중세 머리 백국은 스페이 강과 인버네스 일대에서 대협곡 북부 일대를 지배했다. 현대 스코틀랜드의 머리 행정구는 그보다 훨씬 동쪽 엘긴을 중심지로 삼고 있다.

## 역대 백작 또는 왕
| 이름                            | 재위                     | 비고                    |
| ------------------------------- | ------------------------ | ----------------------- |
| 핀들라크 막 루어드리            | 1014년–1020년 이전       |                         |
| 말 콜룸 막 말 브리그티          | 1020년–1029년            |                         |
| 길레 코엠간 막 말 브리그티      | 1029년–1032년            |                         |
| 막 베하드 막 핀들라크           | 1032년-1057년 (?)        | 스코틀랜드 국왕 겸임    |
| 룰라크 막 길레 코엠간           | 1057년-1058년 (?)        | 스코틀랜드 국왕 겸임    |
| 말 스네크타 막 룰라크           | 1058년-1078년/1085년 (?) |                         |
| ??                              |                          |                         |
| 옹구스 막 잉기너 룰라크         | ? -1130년                | 데이비드 1세에게 토벌됨 |
| 일리암 막 돈카다                | 1130년대–1147년          |                         |
| 스코틀랜드 왕국 국왕위에 병합됨 |                          |                         |